# Hammaptera viridans
Hammaptera viridans là một loài bướm đêm trong họ Geometridae.